# Conciertos para oboe bajo
El oboe bajo, miembro de la familia del oboe que tiene el mismo registro que éste, es capaz de tocar cualquier obra escrita para oboe; no obstante, sonará una octava más grave. Además, un pequeño número de conciertos se han compuesto para el oboe bajo y para un instrumento relacionado que posee el mismo registro, el Heckelfón. A continuación se listan las obras específicamente compuestas para el oboe bajo:

## sigloXX
- Concierto para oboe bajo, The East Coast,  de Gavin Bryars
- Concierto para heckelfón y orquesta (1979), opus 60 de Hans Mielenz
- Concertino para heckelfón y orquesta de cuerda de Henri Wolking